# أليكس أكونا
أليكس أكونا (بالإسبانية: Álex Acuña)‏ هو فنان إيقاعي وطبال بيروفي وكوبي، ولد في 12 ديسمبر 1944 في باتيفيلكا ‏ في بيرو.

## وصلات خارجية
- الموقع الرسمي
- أليكس أكونا على موقع IMDb (الإنجليزية)
- أليكس أكونا على موقع ميوزك برينز (الإنجليزية)
- أليكس أكونا على موقع أول ميوزيك (الإنجليزية)
- أليكس أكونا على موقع أول ميوزيك (الإنجليزية)
- أليكس أكونا على موقع ديسكوغز (الإنجليزية)
- أليكس أكونا على موقع قاعدة بيانات الفيلم (الإنجليزية)